# Националистическая партия (Исландия)

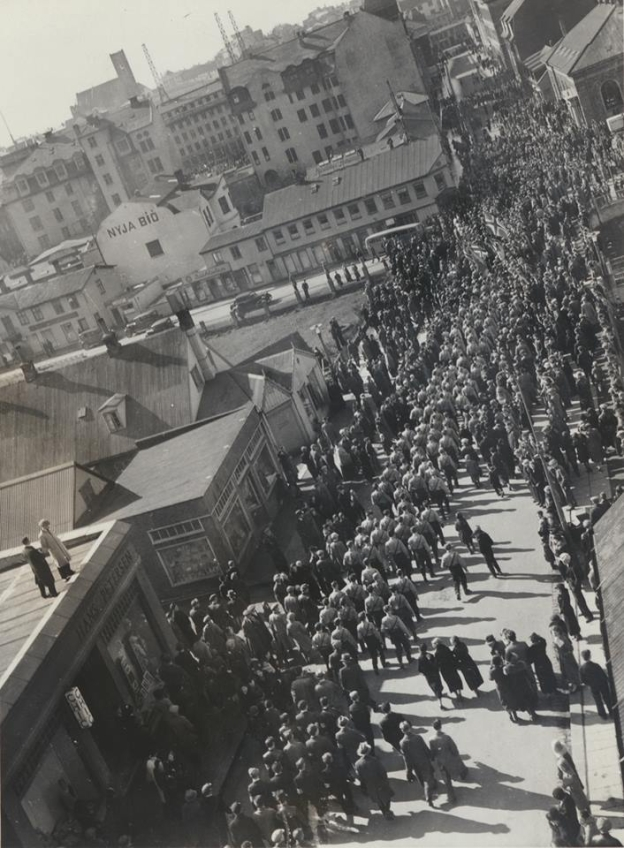
Первомайское шествие серорубашечников и других нацистов по Рейкьявику 1 мая 1936 года

Националистическая партия (исландский: Flokkur Þjóðernissinna) — национал-социалистическая партия, существовавшая в Исландском Королевстве с марта 1934 по 1944 годы.
Партия была создана как результат раскола «Исландского националистического движения» между молодых радикалами, находящими под нацистским влиянием и правыми консерваторами. Радикальность новой партии стала залогом её маргинализации. На парламентских выборах 1934 года партия получила 0,7 % голосов, а в 1937 году — 0,2 %. К началу Второй мировой войны функционирование нацистов как политической партии прекратилось, а после британской оккупации Исландии в 1940 году их активность была полностью подавлена.
Исландские нацисты не имели никакого реального политического влияния в своей стране.